# Gare du Tennis-Club (Calvi)
La gare du Tennis-Club est une gare ferroviaire française de la ligne de Ponte-Leccia à Calvi (voie unique à écartement métrique), située sur le territoire de la commune de Calvi, dans le département de la Haute-Corse et la Collectivité territoriale de Corse (CTC).
C'est un arrêt des chemins de fer de la Corse (CFC) desservi par des trains « grande ligne » et « périurbain ». L'arrêt est facultatif (AF), il faut signaler sa présence au conducteur pour qu'il y ait un arrêt du train.

## Situation ferroviaire
Établie à 3 mètres d'altitude, la gare du Tennis-Club est située au point kilométrique (PK) 118,075 de la ligne de Ponte-Leccia à Calvi (voie unique à écartement métrique), entre les gares de Club Olympique (AF) et de Balagne-Orizontenovu (AF).
Elle dispose d'un quai court.

## Service des voyageurs

### Accueil
Halte CFC, c'est un point d'arrêt non géré (PANG) à accès libre. Elle dispose d'un quai court. Arrêt facultatif (AF) : le train ne s'arrête que si la demande a été faite au conducteur. Accès aux personnes à mobilité réduite.

### Desserte
Tennis-Club est desservie, éventuellement (AF), par des trains CFC « grande ligne » de la relation : Bastia, ou Ponte-Leccia, - Calvi. C'est également un arrêt facultatif de la « desserte suburbaine de la Balagne » desservi par des trains CFC de la relation Calvi - Île-Rousse. Les horaires sont fluctuants en fonction de la saison (juillet-Août) et du hors saison (le reste de l'année).

### Intermodalité
Le stationnement des véhicules est possible à proximité.

## Galerie de photographies

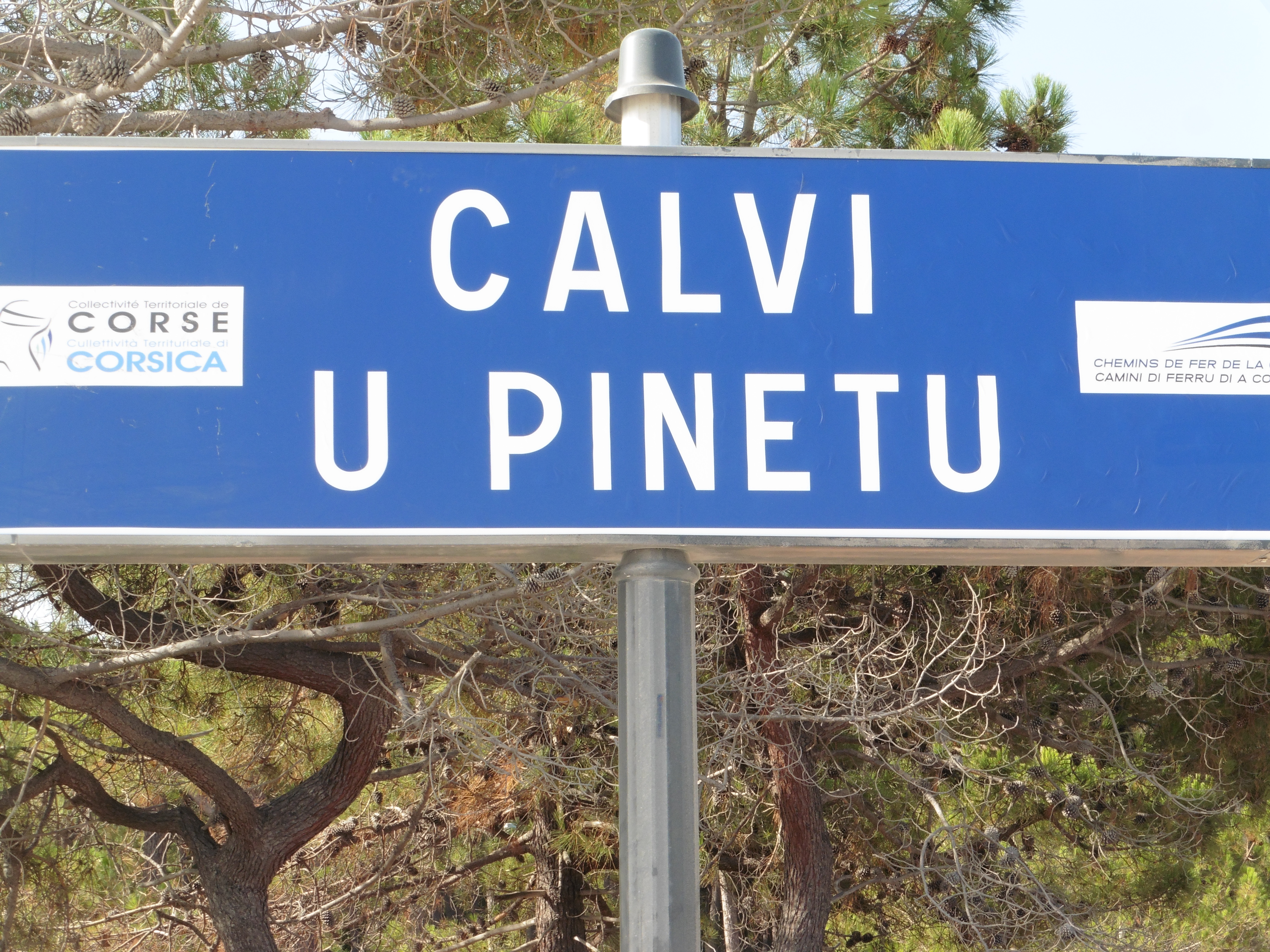
Autre nom de la gare.
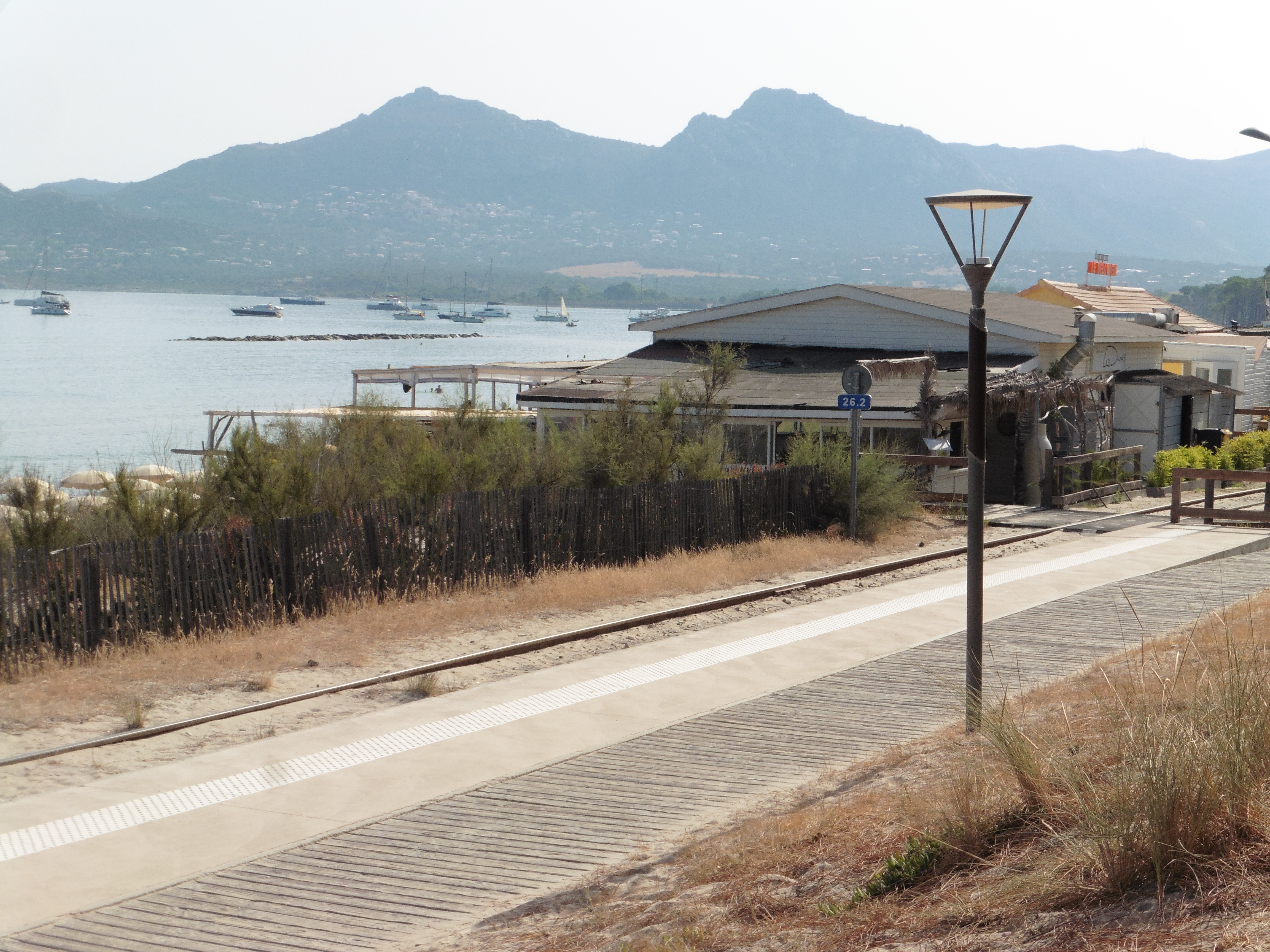
Vue sur Lumio depuis la gare.